# نخست‌سوسماران
نخست‌سوسماران (نام علمی: Proterosuchidae) یا (نام علمی: Chasmatosuchidae) یک گونه از شاه‌سوسمارسانان ابتدایی بشمار می‌آیند، خیلی قدیمی، شاید پراتبار، و سنگواره‌های آن‌ها مربوط به دورهٔ پرمیان پسین در روسیه و مربوط به دورهٔ تریاس پیشین در آفریقای جنوبی، روسیه٬ چین و استرالیا کشف شده‌است. آن‌ها با اندازهٔ متوسط، باریک بودند (حدود ۱/۵ متر درازا) پوزه‌دار و شبیه تمساح (اگرچه آن‌ها در صفحه‌های شاخی خارجی زره‌دار نسبت به تمساح، کمبود داشته و ویژگی‌های اسکلتی آن‌ها، خیلی بیشتر ابتدائی بوده‌است.)

## طبقه بندی

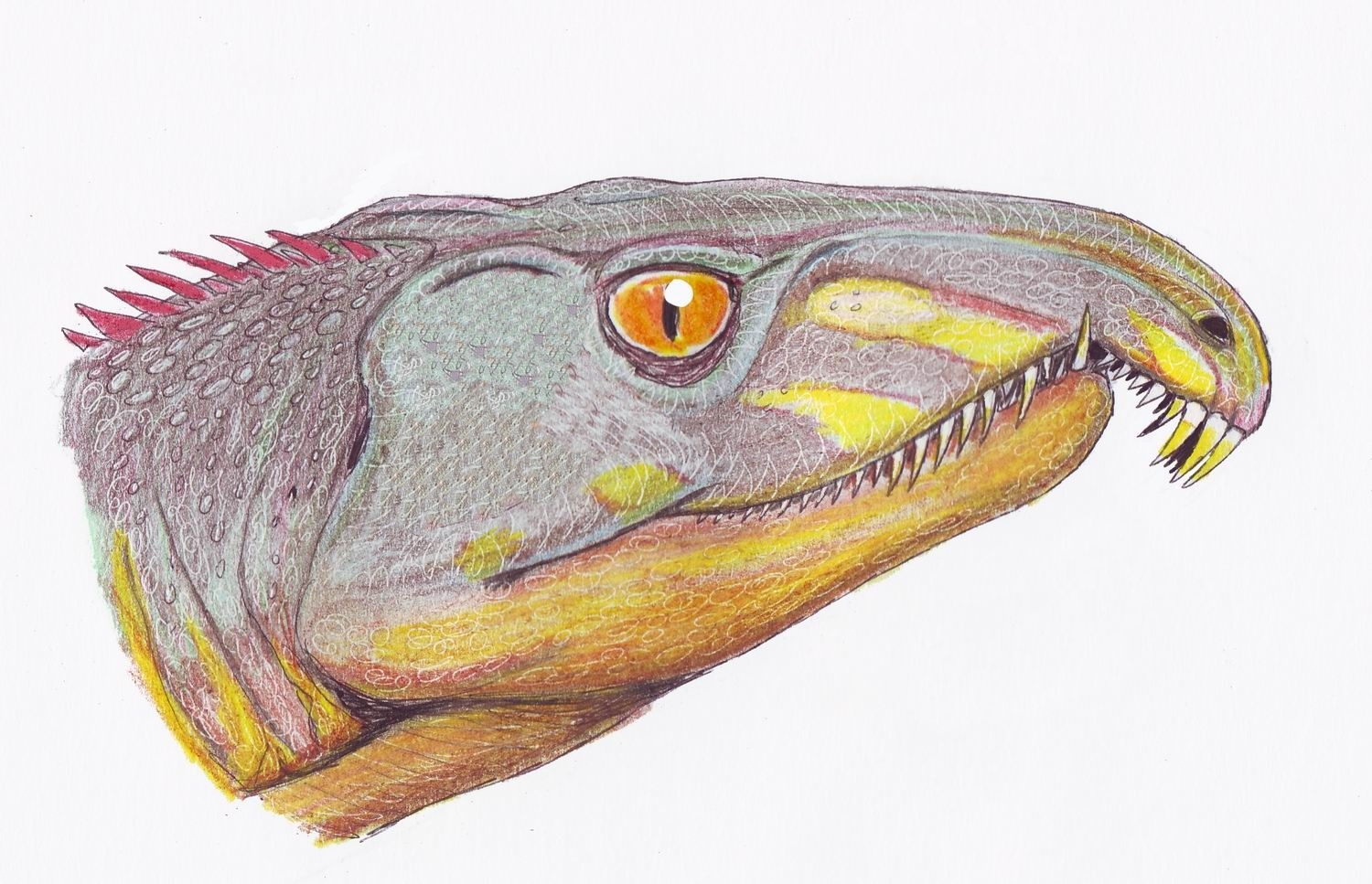
آرکوسور روسی - یکی از نخست‌سوسماران دورهٔ پرمین

- Infraclass شاه‌خزنده‌ریختان
  - (unranked) شاه‌سوسمارسانان
    - Family Proterosuchidae
      - آرکوسور
      - پروتروسوکوس
      - چاسماتوسوکوس
      - کالیسوکوس
      - پروتروسوکوس
      - تاسمانیوسور